# Яснов, Михаил Алексеевич
Михаил Алексеевич Яснов (23 мая [5 июня] 1906, Горы, Коломенский уезд, Московская губерния, Российская империя — 23 июля 1991, Москва) — советский государственный и партийный деятель. Депутат Верховного Совета СССР (1950—1986). Член ЦК КПСС (1952—1986). Герой Социалистического Труда.

## Биография

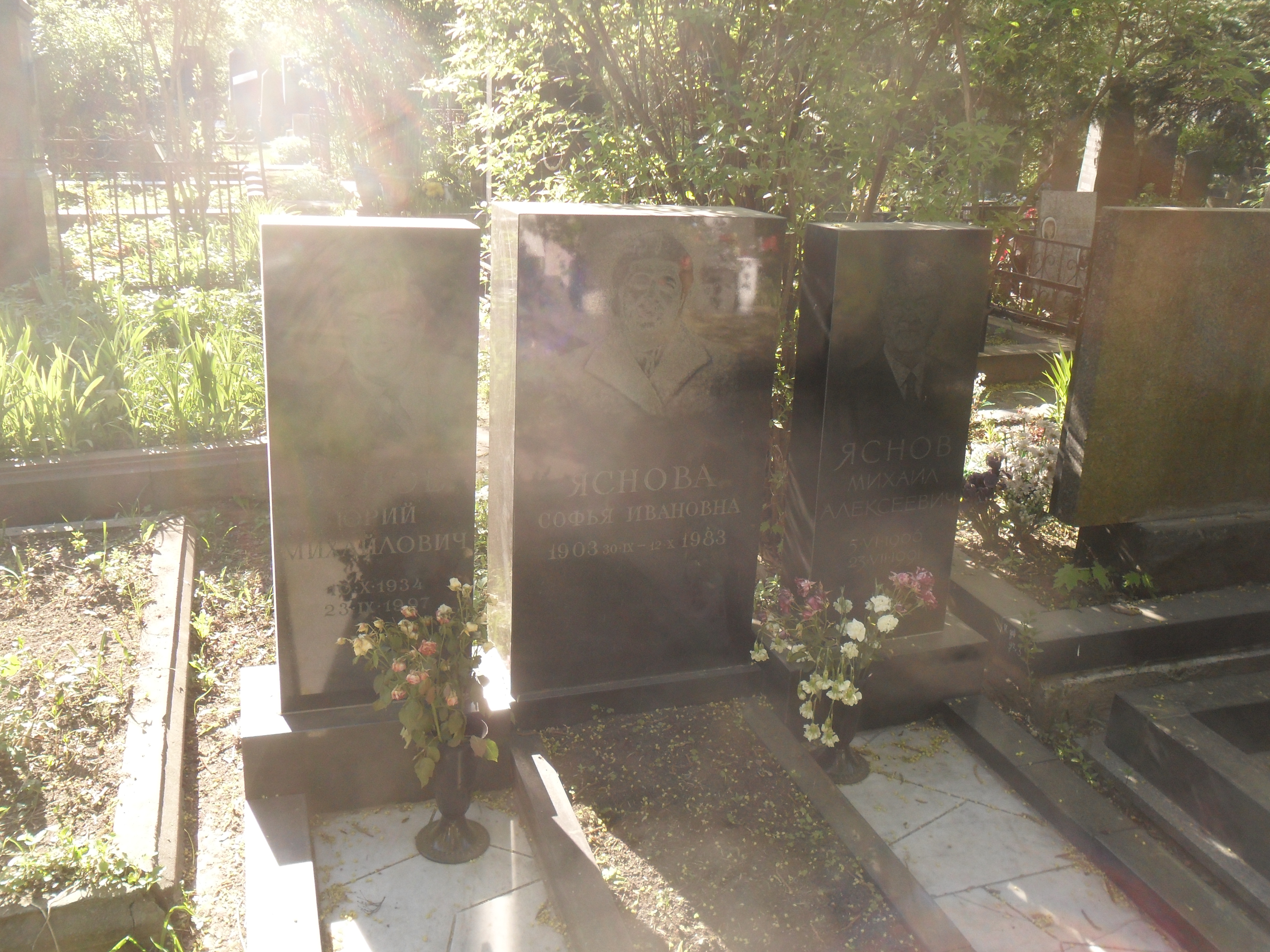
Могила Яснова на Новодевичьем кладбище Москвы.

- 1918—1922 — курьер Наркомата здравоохранения РСФСР.
- 1922—1928 — рабочий кожевенного завода. В 1925 году окончил рабфак при МГУ.
- 1928—1930 — служба в РККА.
- 1930—1931 — управляющий делами треста «Мосгорстрой».
- 1931—1932 — заместитель управляющего строительной конторы треста «Водоканализация», Москва.
- 1932—1934 — заместитель управляющего трестом «Москомстрой».
- 1934—1935 — заместитель начальника 1-го участка строительства набережных треста «Гордорстрой», Москва.
- 1935—1938 — начальник строительной конторы, управляющий трестом «Строительство набережных», Москва.
- 1938—1949 — заместитель председателя Исполнительного комитета Московского городского совета народных депутатов (Мосгорисполком). В период Московской битвы руководил оперативной группой по строительству Можайской линии обороны, аварийно-восстановительной службой города, управлением по строительству оборонительных сооружений, непосредственно прикрывавших столицу.
- 1949—1950 — заместитель министра городского строительства СССР.
- 18 января 1950 — 2 февраля 1956 — председатель Исполнительного комитета Московского городского совета народных депутатов (Мосгорисполком). Одновременно в 1950—1954 годах — председатель Совета Союза Верховного Совета СССР.
- 1956—1957 — Председатель Совета министров РСФСР.
- 1956—1957 — член Бюро ЦК КПСС по РСФСР.
- 1957—1966 — 1-й заместитель председателя СМ РСФСР.
- 1961—1966 — вторично член Бюро ЦК КПСС по РСФСР.
- 1966—1985 — Председатель Президиума Верховного Совета РСФСР

## Награды
- Герой Социалистического Труда (04.06.1976)
- семь орденов Ленина (06.09.1947; 04.06.1956; 01.02.1957; 04.06.1966; 26.08.1971; 11.12.1973; 04.06.1976)
- орден Красного Знамени (02.11.1944)
- орден Трудового Красного Знамени (13.07.1940)
- орден Дружбы народов (04.06.1986)
- орден Красной Звезды (02.06.1944)
- медали

## Оценки современников
«У каждого человека есть недостатки, не был лишён их и Яснов. До нас доходили сведения о его резкости и грубости, но в одном ему нельзя было отказать он имел твердую административную руку властного человека и хорошо знал строительство».